# Euphorbia hyrcana
Euphorbia hyrcana là một loài thực vật có hoa trong họ Đại kích. Loài này được Grossh. mô tả khoa học đầu tiên năm 1920.